# Enrique Cerdá Olmedo
Enrique Cerdà Olmedo (Guadix, 1942) és un genetista espanyol, llicenciat en ciències biològiques per la Universitat Complutense de Madrid, enginyer agrònom i doctor enginyer agrònom per l'actual Universitat Politècnica de Madrid i Ph. D. en Biologia per Universitat Stanford. Format en els laboratoris d'Enrique Sánchez-Monge, Philip C. Hanawalt i Max Delbrück, entre d'altres.

## Biografia
Ha estat col·laborador de recerca i investigador visitant al California Institute of Technology i becari Humboldt a la Universität Göttingen.
Va fundar en 1969 el Departament de Genètica de la Universitat de Sevilla, en el qual és catedràtic des de 1972. És director de cursos a Cold Spring Harbor Laboratory (Estats Units) i altres centres de cinc països.
Ha investigat aspectes fonamentals i aplicats de la biologia de bacteris i fongs, especialment la inducció de mutacions, els mecanismes genètics dels cicles sexual i asexual, les respostes a estímuls externs, particularment a la llum, i el metabolisme secundari, particularment la producció de carotè. Sense explicar els treballs de divulgació, ha publicat 115 monografies científiques, obtingut dues patents als Estats Units i una patent mundial. També ha dirigit una pel·lícula científica Vida de las levaduras (doblada a tres idiomes) i tres llibres. Va ser triat membre de l'Organització Europea de Biologia Molecular, la Reial Acadèmia d'Enginyeria d'Espanya i la Reial Acadèmia Sevillana de Ciències. En 2011 va obtenir el Premi Nacional de Genètica.

## Premis i distincions
- Premi Rei Jaume I de Recerca Científica
- Premi de Recerca Manuel Aguilar
- Sherman Fairchild Distinguished Scholar
- Medalla d'Andalusia
- Alexander Von Humboldt Stipendiat
- Premi Juan Marcilla
- Premi Antonio León
- Premi Nacional Fi de Carrera
- Premi Fundació Rosillo

## Llibres
- Reflexiones en torno a la ingeniería genética vegetal amb Pilar Carbonero Zalduegui, Madrid : Academia de Ingeniería, 2003. ISBN 84-95662-14-0
- Genética microbiana, Editorial Alhambra, 1977. ISBN 84-205-0305-3